# Akaboshi - Ibun Suikoden
Akaboshi - Ibun Suikoden (AKABOSHI -異聞水滸伝-?) è un manga scritto e disegnato da Yōichi Amano. È stato pubblicato su Weekly Shōnen Jump a partire dal maggio del 2009. La trama è basata sul romanzo storico cinese I Briganti, ambientato in Cina nel 1112. Akaboshi - Ibun Suikoden conta 24 capitoli. In Italia è edito da settembre 2011 dalla GP Publishing.

## Trama
Taisou è una delle "108 stelle del destino" e fa parte della banda di ladri "Taiten-Gyoudou", gruppo di briganti che ha il fine di unificare tutta la Cina eliminando il corrotto governo della dinastia Song ora sul trono. Dopo aver salvato Quillan e il suo villaggio, Dai Zong, su richiesta dei Ti Tian, si dirige alla capitale. Qui deve convincere il maestro d'armi e generale Wang Jin a unirsi al gruppo di briganti, cosa che non sarà affatto facile. Essendo poi sopraggiunto il generale Uang Shen "Alabarda" per prendere la testa di Wang Jin, Dai Zong, assieme a Lin Chong, si batterà con lui al fine di permettere la fuga del maestro d'armi. Alla fine i due assieme a Quillan torneranno alla base dei Ti Tian.
Dopo essere tornati alla base, il bos del gruppo di briganti affida al trio la missione di conquistare la fortezza dei briganti Liang Shan Po, sita su una montagna. Così, Dai Zong, Quillan e Lin Chong dovranno sottoporsi agli esami per diventare un membro dei Liang Shan Po, sfidando tre dei quattro capi del gruppo, riuscendo a vincere. Il capo di Liang, però, ha intenzione di vendere tutti i membri al governo come ribelli, in modo da acquisire una posizione all'interno dei nobili cinesi.

## Personaggi principali
Dai Zong "Stella Cadente"
Dai Zong, conosciuto anche come "Falling Star, appare come un giovane ragazzo ed è il protagonista della storia. Fa parte del gruppo ribelle "Taiten Xin Dao" ed è una delle "108 stelle del destino" descritte nel manga.
Quillan
È un altro protagonista della storia. è una ragazza membro anch'essa dei "Taiten-Gyoudou". Dai Zong salvò il suo villaggio e la sua vita nella parte iniziale del manga.
Lin Chon "Testa di Leopardo"
È il terzo protagonista della storia ed appare come un giovane ragazzo; è stato l'assistente del maestro d'armi Wan Ching che in passato l'aveva adottato. Si unisce ai Ti Tian Xing Dao e andrà in missione assieme a Dai Zong e Quillan.

## Volumi
| Nº | Data di prima pubblicazione | Data di prima pubblicazione | Data di prima pubblicazione | Data di prima pubblicazione |
| Nº | Giapponese                  | Giapponese                  | Italiano                    | Italiano                    |
| -- | --------------------------- | --------------------------- | --------------------------- | --------------------------- |
| 1  | 2 ottobre 2009              | ISBN 978-4-08-874777-4      | 17 settembre 2011           | ISBN 978-88-6468-528-1      |
| 2  | 4 dicembre 2009             | ISBN 978-4-08-874779-8      | 15 ottobre 2011             | ISBN 978-88-6468-529-8      |
| 3  | 4 febbraio 2010             | ISBN 978-4-08-870001-4      | 19 novembre 2011            | ISBN 978-88-6468-530-4      |